# Takurō Hoki
Takurō Hoki (jap. 保木 卓朗, Hoki Takurō; * 14. August 1995 in Yanai, Präfektur Yamaguchi) ist ein japanischer Badmintonspieler.

## Karriere
Takurō Hoki nahm 2013 an den Badminton-Juniorenweltmeisterschaften und an den Juniorenasienmeisterschaften teil, nachdem er 2012 japanischer Juniorenmeister geworden war. 2013 und 2014 startete er bei der Japan Super Series. Im letztgenannten Jahr siegte er gemeinsam mit Yugo Kobayashi im Herrendoppel bei den USA International 2014. 2021 wurde er Weltmeister im Herrendoppel. 2024 nahm er an Olympia teil.